# Lua Vermelha
Lua Vermelha é uma série de televisão de origem portuguesa, dos géneros sobrenatural, paranormal, drama e suspense criada por Pedro Lopes, Inês Gomes, Ana Morgado, Miguel M. Matias, Rita Roberto, Ricardo Oliveira e Simone Pereira para a SIC. Composta por 180 episódios de produção, estreou a 31 de janeiro de 2010 e terminou a 27 de maio de 2012, com 225 episódios de exibição. A série passa-se na Serra de Sintra, onde acompanha um amor impossível que cruza dois mundos entre uma rapariga comum e um vampiro que esconde a sua verdadeira identidade. A série apresenta Mafalda Luís de Castro, Rui Porto Nunes, António Camelier e Catarina Mago no elenco principal.
A série tem a direção de Sérgio Graciano, a direção artística de Inês Rosado e Sofia Espírito Santo e a direção de produção de Sofia Morais.

## Sinopse
Um colégio cravado no coração da Serra de Sintra. Uma instituição de renome, conhecida pela sua disciplina rigorosa, que forma rapazes e raparigas que estão em situação crítica ou que simplesmente são considerados diferentes (órfãos, problemáticos, sobredotados), e por isso não se enquadram no sistema escolar regular.
É um colégio onde se vão viver todos os problemas e aventuras que marcam a transição para a idade adulta. O colégio defende um ensino de excelência e promove a competição entre os alunos. Existe um quadro de honra, onde só os melhores figuram. A maior parte dos alunos ambiciona esta distinção.
O regime semi-aberto permite que os alunos se concentrem nas atividades escolares durante a semana, indo a casa apenas aos fins-de-semana e nas férias. No entanto, os alunos com más notas, problemas de comportamento ou situações familiares mais complicadas podem ser forçados a ficar aos fins-de-semana no colégio. Estão sujeitos a um sistema de reclusão, que se assemelha muito a uma prisão sem grades, mas com uma densa floresta que cerca o colégio a servir de barreira para o exterior; uma floresta com uma história de acontecimentos misteriosos, que fazem parte da mitologia local, mas que ninguém conseguiu provar se são verídicos ou simplesmente parte do imaginário dos estudantes que durante gerações passaram pelo colégio.
A nossa história começa com a chegada de uma nova aluna, Isabel, que depois da morte dos pais numa viagem de veleiro pelo mediterrâneo, é obrigada a ir para aquela instituição, em regime de internato, porque os seus tios maternos, os únicos familiares vivos que lhe restam, não estão dispostos a ficar com ela, apesar de serem nomeados tutores e de lhe gerirem a fortuna deixada pelos pais até atingir a maioridade. Isabel vai passar por momentos difíceis para se integrar na nova comunidade. O ambiente inóspito, de nevoeiro e chuva persistente, reflete-se na atitude dos estudantes, moldou-lhes o carácter igualmente duro e desconfiado.
Isabel vai acabar por ser acolhida por um pequeno grupo, também ele de outsiders, constituído por três irmãos: Afonso, Henrique e Beatriz, que se destacam de todos os outros alunos pelo seu modo de comportamento e atitude. A sua atitude e modo de comportamento não são vistos com bons olhos pelos professores, nem pelos colegas, e o facto de serem excelentes alunos sem grande esforço, torna-os alvo da inveja dos outros.
Beatriz é a única que não vê com bons olhos a aproximação de Isabel e que a encara como uma possível ameaça – isto porque Beatriz quer guardar a todo o custo um terrível segredo que une os três irmãos e que persegue a sua família há vários séculos, obrigando-os a mudar constantemente de lugar para que não seja descoberto. É que Afonso, Henrique e Beatriz pertencem a uma poderosa linhagem de vampiros.
No entanto, têm conseguido levar uma vida calma e discreta graças à trégua que os Vampiros e os Humanos decidiram fazer à mais de cinquenta anos, o que pôs fim à guerra que os opôs durante séculos. Esse acordo, porém, é agora quebrado com a morte de um vampiro por um grupo radical de humanos auto-denominado Luz Eterna e que reacende a chama da discórdia.
Este acontecimento leva a que o conselho dos vampiros se reúna na cripta (o local secreto frequentado pelos vampiros) e decida que é necessário tomar medidas drásticas. E a guerra recomeça.
É neste contexto de conflito que Afonso e Isabel se vão apaixonar, vivendo um amor impossível, ao estilo de Romeu e Julieta, mas que, ao contrário deste, vai ter um final feliz. Porque o amor tudo redime.

## Elenco

### Elenco principal
- Mafalda Luís de Castro como Isabel Gois de Oliveira, uma humana que se apaixona por Afonso sem fazer ideia que ele é um vampiro, até porque não acredita que existam, e melhor amiga de Rita. Desconhecendo que foi adotada à nascença, Isabel foi, desde sempre, muito agarrada aos pais, com quem tinha uma relação de cumplicidade e amizade. Com a morte deles, numa viagem de barco pelo Mediterrâneo, viu-se entregue aos tios maternos, com quem nunca teve grande relação, os quais mandam-na para um colégio, em regime de internato. Isabel acredita que a morte dos pais foi um acidente. Quando a conhecemos está num momento de viragem, de uma vida que fora sempre boa. Isabel é muito intuitiva e geralmente tem a capacidade de perceber se as pessoas estão ou não a mentir. Chama-lhe o seu 6º sentido, que raramente falha.
- Rui Porto Nunes como Afonso Azevedo/Alphonzo Stuart, vampiro que se apaixona pela humana Isabel e é também o irmão falso de Henrique e Beatriz para esconder a sua verdadeira identidade como vampiro e para dar uma aparência de normalidade. Foi transformado em 1823, tem 186 anos. Nasceu no século XIX, nos Estados Unidos, no seio de uma família aristocrática esclavagista, mas cedo se rebelou contra os princípios que tinham norteado a sua educação, o que o tornou uma pessoa decidida, justa e moderna face ao seu tempo. A sua transformação de Humano em Ser-da-Noite ocorreu numa caçada ao javali, no que se pensou ter sido um ataque de um animal e que o levaria a ficar de cama com febre alta. Na manhã seguinte, porém, estava milagrosamente recuperado, mas com o sangue que lhe circulava nas veias definitivamente contaminado, as células alteradas e ele transformado em vampiro.
- António Camelier como Henrique Azevedo/Enrique Pérez, irmão falso de Afonso e Beatriz para esconder a sua verdadeira identidade de vampiro e para dar uma aparência de normalidade. Nascido na Espanha, foi transformado em 1936, durante a Guerra Civil Espanhola. Tem agora 73 anos. É o mais novo dos vampiros, apesar de não aparentar. Tem uma personalidade aguerrida e não foge dos conflitos, o que o leva a sofrer diversos castigos por mau comportamento. O seu sorriso e postura rebelde conquistam os corações das raparigas. Henrique é o mais inconstante dos vampiros, capaz de perder a cabeça com facilidade. É o que menos respeita os humanos e não tem qualquer problema em usar os seus poderes. Considera que os vampiros são seres superiores.
- Catarina Mago como Beatriz Azevedo/Monteiro, irmã falsa de Afonso e Henrique para esconder a sua verdadeira identidade de vampira e para dar uma aparência de normalidade. Nasceu em Portugal. Apesar da aparência, tem 354 anos e é a mais velha dos vampiros, tendo sofrido a transformação no século XVII, em 1655, quando embarcou para o Brasil com a família num dos primeiros movimentos em massa de povoamento daquele novo continente. Durante a viagem, vários tripulantes estiveram à beira da morte com febres altas, acabando todos eles por recuperar. No entanto, tinham transformado para sempre a sua natureza e passado a ser vampiros, obrigados a alimentarem-se de sangue para sobreviver. Ao fim de uns séculos a vaguear pelo mundo, Beatriz participou nas guerras entre humanos e vampiros até que, chegada a trégua, decidiu integrar-se na sociedade. É uma líder por natureza.

### Elenco recorrente
- Tiago Teotónio Pereira - Manuel «Manel» Zarco, melhor amigo de Tiago. Vive completamente imerso no mundo da informática e dos jogos de computador. Preocupados com a sua alienação, e sem saberem como cativá-lo para outros interesses, os pais seguem a sugestão de um amigo – a de inscreverem Manel no colégio –, esperançados de que estudar e conviver em base de internato possa ser a solução para que ele “desça novamente à terra”. Manel deixa os professores e os colegas à beira da loucura com as suas distrações e esquecimentos. É um rapaz com uma aparência comum, agradável, mas está tão embrenhado no seu mundo que não sabe conviver com as raparigas.
- Raimundo Cosme - Tiago Marques, melhor amigo de Manel. Adora ficção científica e filmes de terror. Vive para esse universo e para as teorias da conspiração que vai desenvolvendo sobre tudo e todos – o governo, os vizinhos, o colégio… Todos estão maquinar contra ele e as pessoas ditas normais. É um entendido em vampiros e tem imensas referências cinematográficas e televisivas sobre o tema. Fisicamente é frágil e, por isso, um alvo frequente de gozo por parte de alguns colegas. É tímido, envergonhado e odeia exercício físico. É medroso, está sempre com medo de tudo e todos.
- Pedro Jervis - Gustavo Vilaverde, líder da equipa de râguebi, o rapaz mais popular da escola, namorado de Laura e melhor amigo de Joel. Sabe que é atraente, gosta de provocar o sexo oposto e namora com a rapariga mais cobiçada do colégio. Não tem grandes princípios morais e dá-lhe gozo maltratar os mais fracos. É um bully por natureza. No colégio também consegue sempre o que quer porque é a estrela da equipa. Não conta a ninguém, mas tem hemofobia. Tenta ocultar esta sua fobia, para não dar parte fraca.
- Diogo Costa Reis - Joel Soares, um dos jogadores principais da equipa de râguebi e melhor amigo do Gustavo. O pai foi jogador profissional da modalidade e Joel quer seguir-lhe as pisadas. Quer que o pai tenha orgulho em si e por isso esforça-se, até demais. Começou a tomar esteróides quando tinha 15 anos para aumentar a massa muscular e nunca mais parou. Tornou-se melhor jogador porque aumentou em muito a musculatura e o rendimento físico, mas cada vez sofre mais os efeitos colaterais provocados por estas drogas: mudanças de humor, aumento da agressividade, lesões nos músculos e tendões.
- Henrique Carvalho - Hélio Raposo, um dos melhores alunos do colégio. Reune em si capacidades físicas e intelectuais. O Diretor é seu tutor, por isso andas sempre a lhe informar sobre os acontecimentos do colégio. Vive isolado dos restantes alunos que, pelas costas, lhe chamam delator, mas que o tratam com reverência visto temerem a sua proximidade ao diretor, bem como os seus conhecidos atos de vingança. Quando era pequeno foi abandonado pelo pai, que fugiu por ser suspeito de ter assassinado a sua mãe.
- Afonso Araújo - Filipe Sousa, filho de Magda e melhor amigo de Ed. É um adolescente que não quer crescer e que só pensa em aproveitar a vida. Envolve-se em constantes problemas. Filipe é muito sociável e costuma dar-se bem com todos, em especial com as raparigas. Tem sempre uma namorada gira com quem anda uns tempos e depois termina tudo. Tornar-se-á um grande amigo de Isabel.
- Laura Figueiredo - Laura Telles, líder do Clube das Virgens, namorada de Gustavo e melhor amiga de Joana e Matilde. Vem de uma família de classe alta, que sempre a pressionou a fazer tudo bem. É muito exigente consigo própria e nunca admite ficar em segundo, pelo que às vezes tem atitudes menos correctas. Quer ser a melhor em tudo, académica e desportivamente. É linda e sabe cativar os outros. Laura está decidida a guardar-se até ao casamento e faz questão de o dizer a todos. Porém não é tão santa como diz.
- Eva Barros - Joana Amarante, membro do Clube das Virgens e melhor amiga de Laura e Matilde. É mimada e egoísta. Os colegas não têm paciência para tanta frivolidade e Joana não foi exactamente bem recebida. Vai fazer inimizades com alguma facilidade, mas a veneração que tem por Laura funcionará como passaporte para o Clube das Virgens. Deste grupo, é a única que de facto ainda não iniciou a sua vida sexual. Tem uma queda por Filipe.
- Cecília Henriques - Matilde Borges, membro do Clube das Virgens e melhor amiga de Laura e Joana. Vive obcecada com o corpo e a imagem. Por sentir que está demasiado gorda, entra numa espiral de distúrbios alimentares e começa a fazer uma dieta rigorosa, recusando-se praticamente a comer. Matilde é insegura e não acredita nas suas capacidades. Pertencer ao Clube das Virgens dá-lhe a hipótese de sentir que faz parte de um grupo, de se sentir integrada. Ela não é virgem, mas guarda cuidadosamente esse segredo.
- Joana Oliveira - Rita Gouveia, melhor amiga de Isabel. Não tem irmãos, é filha única e sempre foi muito protegida pelos pais. Até há um ano atrás, a sua vida corria pacatamente. O colégio apareceu-lhe como uma hipótese para mudar a sua vida. Rita sempre foi descontraída e animada, mas este último ano tornou-a mais desconfiada, receosa, e passou a ter dificuldade em acreditar nas pessoas. Quer distância dos rapazes, porque tem medo que todos se revelem como o seu antigo namorado.
- Inês Aires Pereira - Luísa Ruas, amiga de Isabel, Rita, Clara e Céu. Vem de uma família muito conservadora. O pai é militar e a mãe é doméstica, dedicada ao lar e à educação dos filhos. Luísa tem dois irmãos mais velhos que seguiram as pisadas do pai e estão nas forças armadas. É uma pessoa rebelde e irreverente, que o pai sempre tentou controlar, mas sem grande sucesso. Luísa odiou que a separassem dos amigos e de tudo o que conhecia, e reagiu mal. Presentemente já gosta do colégio, porém continua a ter problemas com a autoridade. Desafia constantemente os professores e os colegas. Não mede o que diz, nem tem medo de enfrentar ninguém. É uma pessoa dura e independente. Trabalha no bar da escola para juntar dinheiro e não depender dos pais.
- Raquel André - Vânia Fraga, uma rapariga meia deprimida que não consegue sentir-se feliz no colégio. É a mais velha de três irmãos. Os pais são divorciados. Vânia não conseguiu aceitar esta nova situação familiar e foi-se revoltando até transformar a vida de todos num inferno. É gótica, veste-se sempre de preto e não suporta desporto. Vânia tenta parecer rebelde, mas na realidade é frágil e sente-se abandonada pelos pais. Anda muitas vezes sozinha e, quando surgem os primeiros boatos sobre vampiros, Vânia é a primeira pessoa de quem todos desconfiam.
- Sara Vicente - Maria do Céu Lage, melhor amiga de Clara. Vem de uma família católica nortenha e nunca pôs em causa a sua fé. Os pais são muito dedicados à Igreja e Maria seguiu as pisadas deles. Era catequista e muito ativa entre os jovens católicos da paróquia, onde tinha os amigos. A forma positiva de Maria ver a vida contrasta com a da maioria dos colegas, já que ela procura não cometer pecados e é muito altruísta, sempre disposta a ajudar o próximo. Vai ser alvo de abusos de alguns colegas, mas Maria não é boba e não se deixa enganar. Não está disposta a abdicar dos seus princípios e não alinha nas loucuras dos colegas. Vai começar a ter alguns pretendentes, mas não quer envolver-se com nenhum.
- Carla Lopes - Clara Mendonça, melhor amiga de Céu. É natural de uma pequena aldeia, onde todos se conhecem e onde a vida é muito simples. A sua tenacidade na escola e determinação em entrar na faculdade levam a madrinha de batismo a investir na sua educação. É uma rapariga sincera e muito crédula, que vai ter de aprender rapidamente que a ingenuidade faz dela uma vítima fácil das brincadeiras de alguns colegas maldosos. A sua bondade leva a que seja “pisada” com facilidade por quem não olha a meios para se destacar. Vai ser a vítima preferida do Clube das Virgens. É uma ótima ginasta e vai demorar até ganhar coragem para entrar na equipa.
- Rodolfo Venâncio - Edmundo «Ed» Pestana, melhor amigo de Filipe. Tem muito poucas capacidades sociais. Parece que diz sempre a frase errada. É um aluno brilhante, mas desleixado. Os pais não se preocupam muito, acreditam que ele irá encontrar o seu rumo naturalmente, mas talvez tenha sido a falta de pulso e de orientação que o fez sentir-se sempre um pouco perdido. O ritmo, o ensino exigente e a insistência para que passe a ser menos preguiçoso vão obrigá-lo a mudar gradualmente. É desorganizado, descuidado com o seu visual e não consegue despertar o interesse de nenhuma rapariga.
- Luís Vicente - Lúcio Cunha, diretor do colégio, professor de ciências da natureza e físico-química e tutor de Hélio. Acabado de chegar para assumir o cargo de diretor, levantou algum burburinho e muitas invejas por parte dos professores mais antigos que tinham a esperança de serem eles os eleitos. Ninguém sabe muito sobre o seu passado profissional ou pessoal, de maneira que evita falar sempre que vêm à baila. É um homem estranho, naturalmente desconfiado e observador.
- Alexandre da Silva - Simão Paradela, professor treinador de râguebi do colégio. Na juventude, foi uma referência da modalidade, não só no colégio, onde também estudou, mas também nos campeonatos nacionais. É um treinador exigente, rigoroso com os horários e a disciplina em campo, muito focado no trabalho de equipa. Perder não é opção. Apesar desta vertente, Simão sabe comunicar com os alunos, o que lhe permitiu conquistar o respeito, e não o medo. Tem com Sofia uma rivalidade pública, que se traduz em picardia constante e na disputa entre si da modalidade que consegue reunir mais troféus ou menções honrosas. Vive sozinho, é madrugador e ajeita-se na cozinha.
- Cristina Cunha - Magda Sousa, mãe de Filipe e professora de português e inglês. Professora experiente e com vários anos de ensino, impõe facilmente o respeito nas aulas. Apesar da rigidez e do grau de exigência, Magda sabe motivar os alunos e, por isso, gostam dela. A sua fraqueza é o filho, fruto de uma gravidez não planeada enquanto estava na faculdade e que sempre escondeu do pai biológico.
- Joana Balaguer - Sofia Pinhão, professora de vólei do colégio. Sofia é natural de um meio pequeno e descentralizado, onde se destacou como ginasta na adolescência. A sua determinação, disciplina e talento levaram-na a vencer alguns campeonatos regionais e nacionais e a classificar-se para os Jogos Olímpicos, na modalidade de vólei. No entanto, uma lesão num ombro durante os treinos impediu-a de participar na competição e essa é uma mágoa que carrega. Vive sozinha, é muito independente e dispensa cavalheirismos. É regrada com a alimentação, enérgica e confiante – e é este senso de valorização pessoal que procura passar aos alunos.
- Ronaldo Bonacchi - Guilherme Bava, professor de história e responsável pela biblioteca. É um dos mais antigos professores do colégio. Homem de grande saber e completamente dedicado ao ensino. Perdeu a mulher há vários anos, vítima de cancro – ou pelo menos é o que todos pensam. Guilherme é um dos poucos humanos a quem foi confiado o segredo da existência dos vampiros. Devido à sua longa relação de amizade com Máximo, continua até hoje apaixonado pela mulher que foi transformada em vampira, antes de deixar Itália. Desde então, tornou-se um aliado da comunidade de vampiros de Sintra e um sábio conselheiro, ajudando os vampiros com quem se cruza a integrarem-se na comunidade e a passarem despercebidos. É o único adulto do colégio a saber o segredo dos irmãos Azevedo.
- Ivo Alexandre - Abílio da Gama, segurança do colégio. Garante a todos que é descendente de Vasco da Gama e que herdou a coragem do navegador. Na realidade, não é assim tão corajoso quanto isso, mas gosta de impor respeito aos alunos. É autoritário e tende a abusar do poder, implicando com os alunos, que não o suportam. Vive no colégio, é um homem sozinho e nunca ninguém lhe conheceu uma namorada.
- Sofia Espírito Santo - Fátima Loureiro, enfermeira do colégio. Sente-se feliz com o emprego que tem, considera que é importante na vida dos alunos. Gaba-se de conhecer todas as manhas dos alunos, mas na verdade, é uma pessoa crédula e os alunos conseguem quase sempre enganá-la e confundi-la. Preocupa-se genuinamente com os alunos e tem tendência a protegê-los. Tem um fraquinho por Abílio e nunca teve coragem de o assumir ou contar a ninguém.
- Carlos Pimenta - Rogério Nogueira, responsável pelo núcleo em Sintra da Luz Eterna, do qual também é membro. É o elemento mais antigo e experiente do grupo. Tinha 16 anos quando se juntou à Luz Eterna, no final da guerra que opôs vampiros e Humanos. É o único que já combateu vampiros e que se encontra no activo. Acredita firmemente nos objectivos da Luz Eterna, a busca pela imortalidade é a sua ambição.
- Filipe Vargas - André, membro e analista de laboratório da Luz Eterna. Muito inteligente, domina toda a parte do laboratório e da informática. Nunca teve nenhum familiar que fizesse parte da Luz Eterna. Foi recrutado porque o analista do núcleo se reformou. André demorou algum tempo a acreditar na existência de vampiros. O primeiro que viu foi Ivan (o vampiro que a Luz Eterna mata) e só nessa altura teve a certeza que eles existem mesmo. Morre de medo dos vampiros. É um “rato” de laboratório e odeia sair em missões. Prefere a segurança do laboratório.
- Paulo Oom - Raul Andrade, membro da Luz Eterna. Raul já faz parte da Luz Eterna desde os 18 anos. Tem sido o braço direito de Nogueira e até agora sempre confiou na sua orientação sobre os vampiros. No entanto agora que o conflito começa a crescer, Raul começa a questionar as capacidades de Nogueira. É muito prudente. É especialista em armamento.
- Dimitry Bogomolov - Máximo Azevedo, um dos vampiros mais antigos e poderosos e o líder dos vampiros da região da Serra de Sintra. Provém de uma linhagem importante da comunidade vampírica, e foi transformado ainda na idade média, em 1009. Está preste a fazer 1000 anos, veio com D.Henrique para o Condado Portucalense. É o vampiro a quem os outros devem obediência, é responsável por garantir que os vampiros não arranjem problemas com os humanos na região. Ao longo dos séculos já esteve em perigo muitas vezes em diferentes países e sabe bem o que custa ser perseguido e evitar ser caçado. È por isso que quer salvaguardar o segredo da existência dos vampiros e a paz com aquele que a conhecem. Faz o papel de pai na família fictícia criada para manter as aparências, agindo como marido de Francisca e pai de Afonso, Henrique e Beatriz.
- Anabela Teixeira - Francisca Azevedo/Francesca Bianchi, a falsa mãe de  Afonso, Henrique e Beatriz para esconder a sua verdadeira identidade de vampiro e para dar uma aparência de normalidade. Nascida em Itália, foi transformada no fim do século XIX, em 1894 e tem 115 anos. Era filha única e esteve de casamento marcado, mas como a mãe adoeceu, Francisca ficou a tomar conta dela e nunca chegou a casar. Com os anos a passarem, e sem conseguir novo pretendente, decidiu que a sua única alternativa era entrar para um convento. Era noviça e estava prestes a fazer os votos, quando foi transformada. Francisca teve muitas dificuldades em adaptar-se à sua nova condição e custa-lhe nunca ter sido mãe.

### Participações especiais
- Diana Chaves - Carolina, uma antiga enfermeira na primeira guerra mundial que foi transformada em vampira por Ivan. Tem 94 anos. Nunca concordou com o estilo de vida do seu criador, mas quando descobre que morreu, Carolina decide que quer se vingar do responsável.
- Inês Castel-Branco - Helena Bathory/Bastos, vampira com 450 anos. Foi a vampira que transformou Afonso e Victor. Impulsiva e violenta, vive uma vida marginal, desprezando os seres humanos e os vampiros que vivem integrados na sua sociedade. Nunca libertou Afonso, obrigando-o a seguir a sua vontade. Quando se apercebe da relação de Afonso com Isabel começa a interferir na vida de ambos.
- Merche Romero - Diana Amaral, dona do bar onde os vampiros se encontram e onde os alunos do colégio costumam ir. Faz-se passar por uma humana de 28 anos mas é uma vampira de 51 anos que foi transformada pelo Máximo. Foi transformada recentemente, em 1958, mesmo antes das tréguas começarem. É portuguesa. É pouco forte como vampira, mas por ser namorada de Máximo, tem algum poder no seio da comunidade vampírica. Sempre animada e festeira, gosta de se divertir e não vê mal nenhum no convívio entre humanos e vampiros. Não tem grande noção do perigo que os vampiros podem correr. Adora trabalhar com o computador. É ciumenta e não gosta que Máximo olhe para outras mulheres, sejam vampiras ou humanas.
- Ricardo Pereira - Vasco Galvão, um vampiro namoradeiro de ascendência gaulesa, sedutor e muito poderoso de 585 anos. Beatriz tem um fraquinho por ele, devido à eterna gratidão que lhe deve por a ter salvo uma vez no passado. Porém, nunca lhe ligou nenhuma. Apesar da Beatriz não ter 15 anos, tem a aparência de uma, e isso é um problema para ele. Quando regressa a Portugal, conhece Francisca e eles apaixonam-se.
- Virgílio Castelo - António Gois de Oliveira ou Jaguar, o caçador de vampiros mais temido de sempre. Foi um milionário português que vivia uma vida dupla dedicada a caçar vampiros por todo o mundo. Descendente de uma linhagem de caçadores de vampiros, acredita que são criaturas que não têm qualquer utilidade e colocam os seres humanos em perigo. Juntamente, com a sua mulher foram atacados no seu veleiro por vampiros no mediterrâneo. Forjou a sua morte, após ter sobrevivido ao ataque deixando para trás toda a sua vida. Altamente treinado em caçar vampiros e conhecendo todas as suas fraquezas. Por vezes, trabalha por conta própria e por vezes colabora com operacionais da Luz Eterna, apesar de não acreditar nos objetivos da organização. Tem como missão destruir todos os vampiros. Ninguém conhece a sua identidade, mas todos sabem que a herança do Jaguar passa de pai para filho. Os vampiros procuram conseguir identificar o filho do Jaguar antes que seja tarde, contudo quando regressa a Sintra, procura o seu herdeiro com intuito de o treinar e de lhe passar o seu legado.

### Elenco adicional
- David Pereira Bastos - Samuel Garcia, membro recente da Luz Eterna. Agressivo e revoltado quer acabar com os vampiros e não acredita nos objetivos da organização. Conhece mal os poderes dos vampiros e subestima-os. Acaba por morrer no início por ser imprudente.
- Pedro Borges - Ivan, um vampiro de origem russa com mais de 200 anos, que pertence à comunidade de vampiros da Serra de Sintra. Juntamente, com Afonso, Henrique e Beatriz Azevedo, vive disfarçado de estudante no colégio até ser morto pela Luz Eterna, sendo assim quebrada uma trégua de 50 anos entre vampiros e humanos.
- Matilde Alçada - Daniela Lage, meia-irmã de Céu e filha de Deodóra. Entra mais tarde para o colégio. Ela e a Céu detestam-se por Céu colocar parte das culpas em Daniela.
- Sofia Nicholson - Deodóra Emília, mãe da Daniela. Era a amante do pai de Céu quando teve Daniela.
- Tobias Monteiro - Xavier, vampiro com mais de 100 anos que pertence à comunidade de vampiros de Sintra. É perseguido e morto pelo Jaguar.
- Francisco Areosa - Duarte, ex-namorado de Rita. Ao início, era o namorado ideal e perfeito. Mas com o tempo, começou a tornar-se obsessivo. Começou a bater em Rita e maltratou-a ao ponto de a fazer perder a confiança em si mesma. Mesmo após Rita ter decidido largá-lo e ter se escondido no colégio para sua segurança, ele continua a ser obsessivo com ela e decide ir à procura dela e não vai descansar enquanto não a tiver só para ele novamente.
- Tomás Alves - Victor Stuart, o irmão biológico de Afonso. Tal como ele, Victor tem 186 anos. Passou 75 anos na prisão por ter atacado humanos e ter sido denunciado pelo irmão. Quando sai em liberdade procura vingança e para tal pretende usar os sentimentos de Afonso por Isabel tentando virá-la contra ele e jurando que a vai transformar.
- Pedro Lacerda - Octávio Raposo, um vampiro de 16 anos que viaja na companhia de Artur e Victor. É o pai de Hélio embora não saiba do paradeiro do filho.
- Diogo Morgado - Artur Valdek, um vampiro com mais de 900 anos que tem um passado conflituoso com Máximo. Este tornou-se o líder das Terras Altas, um cargo que Artur considera que deveria pertencer-lhe. Por isso mesmo, a sua chegada a Sintra não é vista com muito bons olhos pelos restantes vampiros, sobretudo por Máximo.
- Dânia Neto - Eva, uma vampira de 138 anos que anda a fugir de Vladimir Polansky por lhe ter roubado dinheiro e ele ter-lhe morto o namorado. Eva vem pedir abrigo à comunidade de Sintra e Máximo dá-lhe guarda e um emprego no bar causando ciúmes a Francisca. Mulherenga e viciada no jogo, Eva envolve-se com Henrique para depois o trair com Victor.
- Joana Seixas - Verónica Barros, uma grande amiga de Magda e a nova responsável do núcleo da Luz Eterna em Sintra, do qual se torna membro. Vinda do núcleo da Luz Eterna em Londres, é a operacional mais destemida, letal e das mais experientes da organização. Foi transferida para o núcleo de Sintra, onde assume o comando para a frustração de Raul que vê as suas capacidades menosprezadas. Vem à procura de Artur para o estudar como vampiro, perseguindo-o por vingança por este a ter tentado matar no passado.
- Vitor Gonçalves - Vladimir Polansky, um vampiro de 760 anos que lidera o tráfico de sangue humano. Ele matou o namorado de Eva e persegue-a por ela lhe ter roubado dinheiro como forma de vingança.
- Paula Diogo - Camila Bava, uma vampira transformada à 30 anos durante as tréguas. Nasceu em Itália, onde se casou com Guilherme. Ambos viveram juntos perto de florença até adoecer e ter sido diagnosticada com cancro do estômago. Com uma baixa taxa de sobrevivência, foi lhe dada a possibilidade de ser transformada em vampira, com a condição de nunca mais voltar a ver o seu marido. Vive na ilha de Pantelleria e volta a Sintra com o intuito de recuperar o tempo perdido com o seu marido e a sua antiga vida.
- Paula Garcia - Catarina Pessoa, filha única, dedicada a jovens e com experiência em trabalhar em escolas e instituições é a nova psicóloga do Colégio Vale da Luz. Depois de ser atacada, é transformada em vampira por Afonso. É a vampira mais recente na comunidade de Sintra e não aceita a sua nova condição, porque terá de deixar a sua mãe doente e a sua vida como humana no passado.
- João Manzarra - Mais antigo, o vampiro mais antigo com 4 000 anos. Ele é o responsável de todas as decisões importantes a serem tomadas relativamente às várias comunidades.

## Banda sonora

### CD
| N.º | Título                               | Música                   | Personagem | Duração |  |
| 1.  | "Morte ao Sol"                       | Catarina Boto            | Genérico   |         |  |
| 2.  | "Lua Vermelha"                       | David Rossi e Ana Vieira |            |         |  |
| 3.  | "Ai se ele cai"                      | Xutos e Pontapés         |            |         |  |
| 4.  | "Embora Doa"                         | Klepht                   |            |         |  |
| 5.  | "Balas de Prata"                     | seBENTA                  |            |         |  |
| 6.  | "Tudo de Novo"                       | Klepht                   |            |         |  |
| 7.  | "Cada Dia Que Passa"                 | Tambor                   |            |         |  |
| 8.  | "A vida Dos Outros"                  | Pluto                    |            |         |  |
| 9.  | "Contos de Fadas de Sintra e Lisboa" | Os Pontos Negros         |            |         |  |
| 10. | "Olhos de Quem"                      | seBENTA                  |            |         |  |
| 11. | "Linhas Cruzadas"                    | Virgem Suta              |            |         |  |
| 12. | "Apenas Mais um Dia"                 | Manga                    |            |         |  |
| 13. | "Sangue Oculto"                      | GNR                      |            |         |  |
| 14. | "Morfina"                            | Mundo Cão                |            |         |  |
| 15. | "Ela Era Só Mais Uma"                | Classificados            |            |         |  |
| 16. | "Dança de Balcão"                    | Virgem Suta              |            |         |  |

## Audiência
- Na sua estreia "Lua Vermelha" marcou 12,4% de rating e 29,2% de share.[4]
- No seu derradeiro episódio, marcou 4,9% de rating e 24,1% de share, com quase 500 mil telespectadores.[5][6]
- Em média, somou 4,5% de rating e 24% de share.

## Informações

### Gravações
Em Lua Vermelha, as personagens encontram-se em dois espaços principais: a serra e o colégio.
É na Serra de Sintra que ocorrem as filmagens exteriores das cenas de vampiros, assim como os exteriores do bar Bloody Mary. Algumas das outras sequências de imagens são filmagens de locais no Convento dos Capuchos, como o Terreiro das Cruzes. Os exteriores do Colégio Vale da Luz são filmados em Cascais, no Palácio dos Condes de Castro Guimarães.
Já as filmagens interiores, são filmadas nos estúdios do SP Televisão.

### Exibição
A série estreou aos fins-de-semana pelas 21h. A partir de 12 de junho de 2010, a série passou a ser exibida de segunda à sexta, mantendo o horário anterior. A partir de abril de 2021, a série passou para os Domingos e mudou o seu horário para as 11h15, onde se manteve até ao fim da série.
Posteriormente, começou a ser re-exibida na SIC aos fins-de-semana às 10h40, de 15 de outubro de 2016 a 8 de abril de 2018, com 129 episódios. A maior diferença entre as duas exibições foi que a SIC emitiu em 1080i (HDTV), formato em que a série foi gravada.
Em maio de 2011, repetições da série também começaram a ser exibida na SIC K, e foram ao ar até 2013. Em 2018 voltou a ser exibido, mas foi retirado novamente no ano seguinte. Em 2022, voltou novamente a ser exibido novamente pelo canal, e ainda está em exibição até hoje.

### Exibição internacional
A série foi transmitida na SIC Internacional para todo o mundo. Posteriormente, foi exibida no México, no canal Tiin do universo do canal Televisa e na Venezuela, no canal Televen.

### Transmissão na OPTO
Com o lançamento da OPTO, a plataforma de streaming da SIC, a 24 de novembro de 2020, a série foi disponibilizada com os seus 180 episódios de produção. Posteriormente, estreou a 14 de março de 2023 num canal FAST inserido na OPTO.

## Continuação
A 7 de maio de 2025, foi anunciado pela SIC que a série teria uma continuação do original para ser exibida na plataforma de streaming OPTO, em parceria com a Prime Video. A produção arrancará no verão de 2025.